# 不動産管理システム
不動産管理システム（ふどうさんかんりシステム）とは、コンピュータ上で不動産会社の業務効率を上げるためのシステム。不動産会社の「賃貸・売買・仲介」各業務に対して利用される。
不動産管理システムには大きくわけて営業支援を主に設計されたシステム（営業支援システム）と家賃の入出金管理を主に設計された（管理システム）との2種類のタイプがある。また形状別に分けるとローカル型（PCへのインストールするタイプ）とクラウド型（ASPタイプ)の2種類のタイプがある。また賃貸システム・売買システムで分けることもできるが不動産管理システムの多くは賃貸システムが圧倒的に多いと言える。

## 概要
不動産管理システム（データベース）の最も基本的な機能は、募集図面の生成、空室物件一覧表の生成、各不動産ポータルサイトへの連動（レインズ、アットホーム、スーモ、ホームズ、アドパーク）、自社ホームページの連動、契約時精算書・明細書の生成、契約書類の生成（更新時含め）、解約時敷金精算書の生成、家賃入出金管理などの作業時間を短縮化し効率を上げてることである。また、過去の物件情報の履歴を保管することである。これにより、過去の状態や変更内容を確認することが容易になる。更に、多くの不動産管理システムでは、複数の人間が物件の編集に関わる状況を想定している。複数の人間が複数の物件を各々編集するため、それぞれの物件の最新の状態が分からなくなったり、同一物件に対する変更が競合するなどの問題が生じやすいが、不動産管理システムは、このような問題を解決する仕組みを提供している。

## 主な不動産管理システム (50音順)
* ＠プロパティ（アットプロパティ）

　* いい生活

　* イエセレクト

　* いえらぶ

　* OBIC7ex賃貸住宅管理システム

　* スペースマネージャー

　* ダイヤモンドテール

　* 賃貸革命

　* 賃貸管理システム TSシリーズ

　* 賃貸名人

　* @dream2000

　* BMS(ビーエムエス)

　* BICS（ビックス）
　* 不動産業務支援システムFutureVisionPlus

　* ホームページ博士 RHS

　* ミオキューブ

　* 楽楽賃貸EBS

　* ReSFA(レスファ)

※サービスの詳細については各企業のホームページを参照のこと。